# Saint Kitts i Nevis na Letnich Igrzyskach Olimpijskich 1996
Saint Kitts i Nevis na Letnich Igrzyskach Olimpijskich 1996 w Atlancie reprezentowało dziesięcioro zawodników – czterech mężczyzn i sześć kobiet. Był to pierwszy start tego kraju w letnich igrzyskach olimpijskich.

## Wyniki reprezentantów

### Lekkoatletyka
Mężczyźni
- Kim Collins – 100 m – odpadł w ćwierćfinale
- Ricardo Liddie, Bertram Haynes, Kim Collins, Maxime Isiah – 4 × 100 m – odpali w eliminacjach

Kobiety
- Valma Bass, – 4 × 100 m – nie ukończyły biegu eliminacyjnego
- Diane Francis – 400 m – odpadła w ćwierćfinale
- Bernadeth Prentice, Bernice Morton, Elricia Francis, Valma Bass – 4 × 100 m – nie ukończyły biegu eliminacyjnego
- Bernadeth Prentice, Diane Francis, Valma Bass, Tamara Wigley – 4 × 400 m – odpadły w eliminacjach